# Лиџервуд (Северна Дакота)
Лиџервуд (енгл. Lidgerwood) град је у америчкој савезној држави Северна Дакота.

## Демографија
По попису из 2010. године број становника је 652, што је 86 (-11,7%) становника мање него 2000. године.
| Група             | 2000.       | 2010.       |
| Белци             | 714 (96,7%) | 630 (96,6%) |
| Афроамериканци    | 0 (0,0%)    | 0 (0,0%)    |
| Азијати           | 1 (0,1%)    | 0 (0,0%)    |
| Хиспаноамериканци | 6 (0,8%)    | 6 (0,9%)    |
| Укупно            | 738         | 652         |